# Lichynia
Lichynia (Duits: Lichinia) is een dorp in de Poolse woiwodschap Opole. De plaats maakt deel uit van de tweetalige gemeente Leśnica.